# Американська школа Барбізон

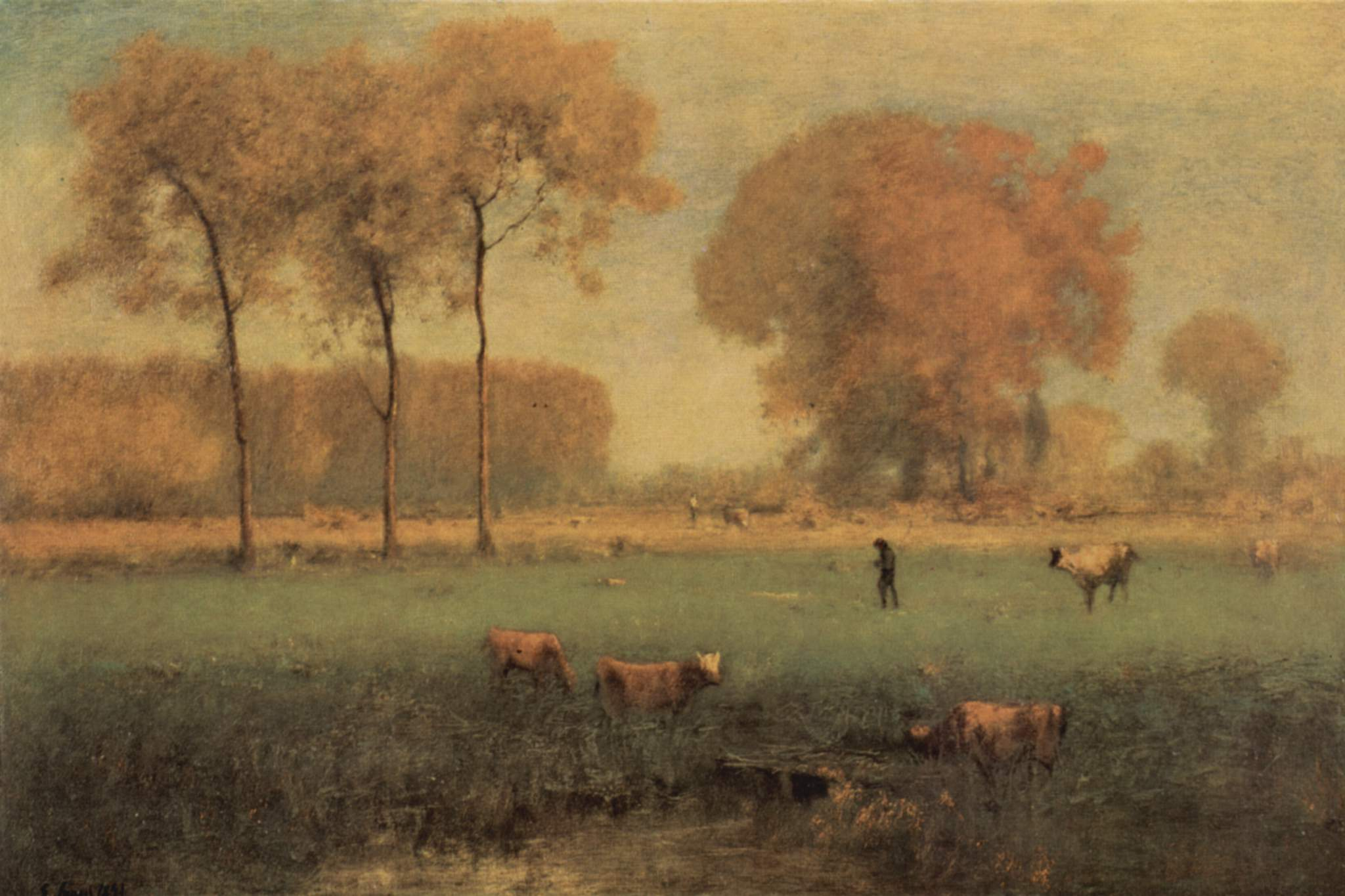
Літній пейзаж Джорджа Іннесса, 1894.

Американська школа Барбізон була представлена групою художників, а також стилем, що частково зазнав впливу Французької школи Барбізон, яка була відома своїми невигадливими пасторальними сюжетами, написаними безпосередньо з натури. Американські барбізонські художники зосереджувалися на змалюванні сільських пейзажів, часто зображаючи на них селян або сільськогосподарських тварин.
Вільям Морріс Хант був першим американцем, який створював полотна у барбізонському стилі, оскільки навчався безпосередньо у Жана-Франсуа Мілле в 1851–1853 роках. Покинувши Францію, Хант заснував студію в Бостоні і працював у манері школи Барбізон, сприяючи популяризації барбізонського стилю у Сполучених Штатах Америки.
Барбізонський стиль не був прийнятий до 1880-х років і досяг вершини популярності в 1890-х роках.

## Художники
- Марія а'Бекет
- Генрі Голден Дарт
- Томас Ікінс
- Вінкворт Аллан Гей
- Чайлд Хассам
- Вінслов Гомер
- Вільям Морріс Хант
- Вільсон Ірвін
- Джордж Іннесс
- Вільям Кіт
- Едвард Мітчелл Банністер
- Гомер Додж Мартін
- Роберт Краннелл Майнор
- Джон Френсіс Мерфі
- Генрі Ворд Рейнджер
- Генрі Оссава Таннер
- Гораціо Уокер
- Алексіс Жан Фурньє
- Джозеф Фокскрофт Коул
- Гомер Ватсон
- Олександр Гельвіг Вайант

## Загальна та цитована література
- Bermingham, Peter (1975). American Art in the Barbizon Mood: Published on the Occasion of an Exhibition at the National Collection of Fine Arts, Smithsonian Institution January 23-April 20, 1975. Washington, D.C.: Published for the National Collection of Fine Arts by the Smithsonian Institution Press. ISBN 9780226694139. OCLC 491467188. Exhibition catalog.
  - Bermingham, Peter (1976). American Art in the Barbizon Mood: A Visual History. London and Chicago: University of Chicago Press. ISBN 9780226694139. OCLC 641755888. Exhibition catalog.
- Farr, Dorothy (1977). Horatio Walker 1858–1938. Kingston, Ontario: Agnes Etherington Art Centre. OCLC 757289234.